# هيرفيه شاربنتييه
هيرفيه شاربنتييه (بالفرنسية: Hervé Charpentier)‏ هو عسكري فرنسي، ولد في 19 سبتمبر 1955 في مكناس في المغرب.